# Rezystancja
Rezystancja, opór (elektryczny, czynny), oporność (czynna) (z łac. resistere — sprzeciwiać się, stawiać opór) – wielkość charakteryzująca relację między napięciem a natężeniem prądu elektrycznego w obwodach prądu stałego. W obwodach prądu przemiennego rezystancją nazywa się część rzeczywistą impedancji zespolonej.
Zwyczajowo rezystancję oznacza się symbolem {\displaystyle R.} Jednostką rezystancji w układzie SI jest om, którego symbolem jest {\displaystyle \Omega .}
Rezystancja zdefiniowana jest wzorem:
{\displaystyle R={\frac {U}{I}},}
gdzie:
{\displaystyle R} – opór przewodnika elektrycznego,
{\displaystyle U} – napięcie między końcami przewodnika,
{\displaystyle I} – natężenie prądu elektrycznego.

## Historia i znaczenie
W latach 1825–1827 Georg Ohm badał zależność prądu płynącego przez przewodniki od ich wymiarów oraz przyłożonego napięcia. Odkrył, że prąd płynący przez przewodnik {\displaystyle (I)} i przyłożone napięcie {\displaystyle (U)} są do siebie wprost proporcjonalne. Proporcjonalność ta zwana jest prawem Ohma. Współczynnik proporcjonalności {\displaystyle R} nazwano rezystancją (oporem elektrycznym). Współcześnie wiadomo, że wiele materiałów zachowuje się inaczej i proporcjonalność nie jest zachowana (prawo Ohma nie jest spełnione, a opór, czyli współczynnik {\displaystyle R,} nie jest stały). Materiały i elementy elektroniczne, dla których spełnione jest prawo Ohma, nazywa się liniowymi (lub omowymi), a pozostałe nieliniowymi (lub nieomowymi).
Mimo że prawo Ohma nie jest uniwersalnym prawem przyrody, ale jedynie właściwością pewnej klasy materiałów w ograniczonym zakresie gęstości prądów, ma ono duże znaczenie historyczne, a także praktyczne. Było pierwszym ilościowym matematycznym opisem przepływu prądu elektrycznego, a opór elektryczny {\displaystyle R} i jego uogólnienia są szeroko stosowane w praktycznej analizie obwodów elektrycznych.

## W obwodach prądu stałego
Dla materiałów spełniających prawo Ohma rezystancja nie zależy od natężenia prądu, wówczas natężenie prądu jest proporcjonalne do przyłożonego napięcia
{\displaystyle I={\frac {U}{R}}.}
Rezystancja przewodnika o jednakowym przekroju poprzecznym do kierunku przepływu prądu jest proporcjonalna do długości przewodnika, odwrotnie proporcjonalna do przekroju i zależy od materiału, co wyraża zależność (niekiedy nazywana drugim prawem Ohma):
{\displaystyle R=\rho {\frac {l}{S}},}
gdzie:
{\displaystyle l} – długość przewodnika,
{\displaystyle S} – pole przekroju poprzecznego przewodnika,
{\displaystyle \rho } – rezystywność, czyli opór właściwy, przewodnika (parametr charakteryzujący materiał).

## Uogólnienia

### Impedancja
W obwodach prądu przemiennego natężenie prądu może być przesunięte w fazie względem napięcia. Zależność między prądem a napięciem opisuje się wtedy za pomocą zespolonej impedancji, składającej się z części rzeczywistej, rezystancji (opisującej składową prądu zgodną w fazie) i części urojonej, reaktancji, opisującej składową przesuniętą o kąt {\displaystyle \pi /2.}
{\displaystyle Z(\omega )=R(\omega )+jX(\omega ),}
gdzie:
{\displaystyle Z(\omega )} – impedancja,
{\displaystyle R(\omega )} – rezystancja,
{\displaystyle X(\omega )} – reaktancja.
Reaktancję w obwodzie wprowadzają elementy pojemnościowe (kondensatory) i indukcyjne. Rezystancja {\displaystyle R(\omega )} jest funkcją częstości, w granicy małych częstości {\displaystyle (\omega \to 0)} przechodzi w rezystancję stałoprądową.

### Opór dynamiczny

Charakterystyka prądowo-napięciowa diody tunelowej z zaznaczonym obszarem ujemnej rezystancji dynamicznej

Do opisu materiałów i elementów nie spełniających prawa Ohma stosuje się rezystancję dynamiczną (nazywaną również rezystancją różniczkową, oporem różniczkowym) zdefiniowaną przez pochodną jako:
{\displaystyle r(I)={\frac {dU}{dI}},}
będącą nachyleniem stycznej do wykresu {\displaystyle U=f(I).}
Wielkość zdefiniowaną jako:
{\displaystyle R={\frac {U}{I}},}
nazywa się rezystancją statyczną lub całkową. Rezystancje statyczna i dynamiczna elementów liniowych są niezależne od natężenia prądu i równe sobie.
Charakterystyki niektórych elementów nieliniowych, na przykład diody tunelowej, mogą mieć obszary o ujemnej rezystancji dynamicznej, w których przy wzroście napięcia maleje natężenie prądu. Rezystancja statyczna jest jednak dodatnia.

## Związek z innymi wielkościami
Odwrotnością impedancji jest admitancja określona przez
{\displaystyle Y(\omega )=Z(\omega )^{-1}=G(\omega )+jB(\omega ),}
gdzie:
{\displaystyle G(\omega )} – konduktancja,
{\displaystyle B(\omega )} – susceptancja.
Wynika stąd zależność między rezystancją a konduktancją i susceptancją:
{\displaystyle R(\omega )={\frac {G(\omega )}{G(\omega )^{2}+B(\omega )^{2}}}.}
W szczególnym przypadku, gdy część urojona admitancji i impedancji jest równa zeru (na przykład dla prądu stałego), rezystancja jest równa odwrotności konduktancji. Jednostką konduktancji jest simens.

## Oporniki
Opornik, czyli rezystor, to liniowy element elektroniczny, w którym prąd jest proporcjonalny do przyłożonego napięcia, jest charakteryzowany przez jego opór {\displaystyle R.}
Istnieją też rezystory nieliniowe, których opór zależy od przyłożonego napięcia, na przykład warystor. Opór fotorezystora zależy od natężenia padającego światła, a termistor to rezystor o oporze zależnym od temperatury.